# Stadion Zgona
Stadion Zgona – stadion sportowy w Livnie, w Bośni i Hercegowinie. Obiekt może pomieścić 7000 widzów. Swoje spotkania rozgrywają na nim piłkarze klubu NK Troglav 1918 Livno.